# Jean XVII
Jean XVII, né sous le nom de Giovanni Sicco le 12 août 966 à Rome, est le 140e pape de l'Église catholique du 16 mai au 6 novembre 1003, succédant ainsi au pape Sylvestre II.
Avant d'entrer dans les ordres, puis d'être porté à la tête de l'Église par Jean Crescentius qui dirigeait Rome en opposition à l'empereur du Saint-Empire Otton III, Giovanni Sicco est marié et ses trois fils deviennent évêques. Une fois pape, Jean XVII autorise l'archevêque Bruno de Querfurt à conduire une mission en Europe de l'Est. Bruno demande également à Jean XVII de permettre à son compagnon Benoît d'évangéliser les Slaves.
Jean XVII meurt le 6 novembre 1003 et est enterré dans la basilique Saint-Jean-de-Latran entre les deux portes de la façade principale. Selon Jean le Diacre, son épitaphe commence par les mots « voici le tombeau du suprême Jean, que l'on dit pape, car c'est ainsi qu'on l'appelait. » Le successeur de Jean XVII, Jean XVIII, fut également choisi par Jean Crescentius.